# Aphyocheirodon hemigrammus
Aphyocheirodon hemigrammus är en fiskart som beskrevs av Eigenmann, 1915. Aphyocheirodon hemigrammus ingår i släktet Aphyocheirodon och familjen Characidae. Inga underarter finns listade i Catalogue of Life.